# ...En Their Medh Riki Fara...
...En Their Medh Riki Fara... è il primo album in studio pubblicato dalla one-man-band islandese Falkenbach. Il nome deriva dal poema eddico Hávamál alla strofa 156 (“en þeir með ríki fara”) ed in norreno significa letteralmente “Ed essi vanno vittoriosi”.

## Tracce
1. Galdralag[1] – 6:19
2. Heathenpride – 8:42
3. Laeknishendr[2] – 6:18
4. Ultima Thule – 3:23
5. Asum ok Alfum naer...[3] – 7:45
6. Winternight – 4:42
7. ...Into The Ardent Awaited Land... – 6:00
8. The Heralder – 9:05